# 멘덴역
멘덴역(일본어: 免田駅)은 일본 이시카와현 하쿠이군 호다쓰시미즈정에 위치한 서일본 여객철도 나나오 선의 철도역이다. 섬식 승강장 1면 2선의 구조를 갖춘 지상역이다.

## 타는 곳
| 역사 측 | ■ 나나오 선 | 하행 | 하쿠이 · 나나오 방면   |
| 반대 측 | ■ 나나오 선 | 상행 | 쓰바타 · 가나자와 방면 |

## 역 주변
- 국도 제159호선 · 국도 제249호선
- 호다쓰 산
- 오미 강
- 이시카와 현립 간호 병원

## 역사
- 1950년 5월 1일 : 일본국유철도 나나오 선의 다카마쓰 역 - 호다쓰 역 간에 신설 개업. 여객 취급만.
- 1972년 3월 15일 : 무인화.
- 1987년 4월 1일 : 일본국유철도 분할 민영화에 의해, 서일본 여객철도가 승계.

## 인접 역
| 서일본 여객철도 ■ 나나오 선     | 서일본 여객철도 ■ 나나오 선 | 서일본 여객철도 ■ 나나오 선 |
| ------------------------------- | --------------------------- | --------------------------- |
| 다카마쓰 가나자와 · 쓰바타 방면 | 나나오 선                   | 호다쓰 와쿠라온센 방면      |